# غالينا كولاكوفا
غالينا كولاكوفا (Galina Kulakova) (الروسية: Гали́на Алексе́евна Кулако́ва) هي لاعبة أولمبية لرياضة تزلج ريفي من الاتحاد السوفييتي. شاركت في الأولمبياد الشتوي في 1972–1980، وفازت بما مجموعه 8 ميداليات.

## الميداليات
| ذهب | فضة | برونز | المجموع |
| 4   | 2   | 2     | 8       |

## روابط خارجية
- غالينا كولاكوفا على موقع الاتحاد الدولي للتزلج (التزلج الريفي) (الإنجليزية)
- غالينا كولاكوفا على موقع اللجنة الأولمبية الدولية (الإنجليزية)
- غالينا كولاكوفا على موقع أوليمبيديا (الإنجليزية)